# Golden (Illinois)
Golden – wieś w USA, w stanie Illinois, w hrabstwie Adams. Według spisu z 2000 wioskę zamieszkuje 629 osób. Niemal ćwierć wieku później liczby mieszkańców zmieniła się minimalnie (630 osób w 2023 r.).

## Geografia
Wioska zajmuje powierzchnię 1,66 km² a całość stanowi ląd.

## Demografia
Według spisu z 2000 roku wioskę zamieszkuje 629 osób skupionych w 257 gospodarstwach domowych, tworzących 163 rodzin. Gęstość zaludnienia wynosi 385,5 osoby/km². W wiosce znajdują się 280 budynki mieszkalne, a ich gęstość występowania wynosi 171,6 mieszkania/km². Wioskę zamieszkuje 100% ludności białej. Hiszpanie lub Latynosi stanowią 0,16% populacji.
W wiosce są 257 gospodarstwa domowe, w których 29,2% stanowią dzieci poniżej 18 roku życia żyjących z rodzicami, 56,4% stanowią małżeństwa, 5,1% stanowią kobiety nie posiadające męża oraz 36,2% stanowią osoby samotne. 35% wszystkich gospodarstw domowych składa się z jednej osoby oraz 19,5% żyjących samotnie ma powyżej 65 roku życia. Średnia wielkość gospodarstwa domowego wynosi 2,28 osoby, natomiast rodziny 2,92 osoby. 
Przedział wiekowy kształtuje się następująco: 23,4% stanowią osoby poniżej 18 roku życia, 5,1% stanowią osoby pomiędzy 18 a 24 rokiem życia, 26,7% stanowią osoby pomiędzy 25 a 44 rokiem życia, 17,2% stanowią osoby pomiędzy 45 a 64 rokiem życia oraz 27,7% stanowią osoby powyżej 65 roku życia.   Średni wiek wynosi 40 lat. Na każde 100 kobiet przypada 80,7 mężczyzn. Na każde 100 kobiet powyżej 18 roku życia przypada 78,5 mężczyzn.
Średni dochód dla gospodarstwa domowego wynosi 34 333 dolarów, a dla rodziny wynosi 41 181 dolarów. Dochody mężczyzn wynoszą średnio 30 762 dolarów, a kobiet 19 034 dolarów. Średni dochód na osobę w mieście wynosi 16 518 dolarów. Około 3,5% rodzin i 3,5% populacji miasta żyje poniżej minimum socjalnego, z czego 2,5% jest poniżej 18 roku życia i 5,1% powyżej 65 roku życia. 

## Historyczne miejsca
- Ebenezer Methodist Episcopal Chapel and Cemetery
- Exchange Bank